# Eriocapitella
Eriocapitella es un género de plantas perennes herbáceas de la familia Ranunculaceae, nativas de Asia. Algunas especies se utilizan como plantas ornamentales.

## Taxonomía
El género fue descrito por Takenoshin Nakai y publicado en Journal of Japanese Botany 17: 267, en 1941.

#### Etimología
Eriocapitella: nombre genérico que se deriva de la combinación de dos palabras; del vocablo griego ἔριον (érion); "lana", y del vocablo latino capitellum; "pequeña cabeza" y este diminutivo que a su vez se origina de caput, -ĭtis; "cabeza"; "pequeña cabeza lanuda", aludiendo al ovario peludo y al fruto de algunas especies del género.

#### Especies
Comprende 6 especies y 1 híbrido aceptados:
- Eriocapitella hupehensis (É.Lemoine) Christenh. y Byng, 2018
- Eriocapitella japonica (Thunb.) Nakai, 1941
- Eriocapitella rivularis (Buch.-Ham. ex DC.) Christenh. y Byng, 2018
- Eriocapitella rupicola (Cambess.) Christenh. y Byng, 2018
- Eriocapitella tomentosa (Maxim.) Christenh. y Byng, 2018
- Eriocapitella vitifolia (Buch.-Ham. ex DC.) Nakai, 1941

#### Híbridos
- Eriocapitella × hybrida (L.H.Bailey) Christenh. y Byng, 2018